# Іллінський (Курська область)
Іллінський (рос. Ильинский) — селище в Желєзногорському районі Курської області Російської Федерації.
Населення становить 12 осіб. Входить до складу муніципального утворення Вовковська сільрада.

## Історія
Населений пункт розташований на території українського етнічного та культурного краю Східна Слобожанщина.
Від 2004 року входить до складу муніципального утворення Вовковська сільрада.

## Населення
| 1926 | 1979 | 2002 | 2010 |
| ---- | ---- | ---- | ---- |
| 45   | ↘15  | ↘11  | ↗12  |